# 미지불손해예탁금
미지불손해예탁금(Outstanding Loss Reserve, O/S Loss)은 특약재보험의 규정으로 미지불 손해액에 대해 손해 예탁금(loss reserve)와 같은 방법으로 운영되는 조항이다.
미지급보험금 중 하나로 회사가 지급해야 할 금액이므로 매월말 또는 회계연도말 현재의 계약별, 인수년도별 당사의 적정 Outstanding Loss를 적립해야 한다. 결산시점에서의 해외수재의 outstanding loss를 계상하기 위하여 월말에는 통보받은 것을 기준으로 적립하고 회계연도에 이르러서는 전 계약에 대한 outstanding loss를 적립하여야 한다.